# Gustav Friedrich von Engelhardt
Gustav Friedrich von Engelhardt (* 30. Mai 1732 in Jendel; † 29. November 1798) war ein estländischer Landespolitiker.

## Leben

### Herkunft und Familie
Gustav Friedrich war Angehöriger des baltischen Adelsgeschlechts von Engelhardt. Seine Eltern waren der estländische Landrat Caspar Friedrich von Engelhardt und seine Frau Eleonore, geb. von Rosen. Er vermählte sich 1759 mit Charlotte von Richter a. d. H. Neuenhof (1737–1811). Von den neun Kindern aus dieser Ehe erreichten fünf das Erwachsenenalter, darunter die Söhne:
- Gustav von Engelhardt (1768–1841), russischer Generalmajor und Kommandant von Pjatigorsk
- Moritz von Engelhardt (1778–1842), Professor an der Kaiserlichen Universität Dorpat

### Werdegang
Engelhardt war zunächst russischer Major. Er war Mannrichter in Estland, von 1780 bis 1783 estländischer Ritterschaftshauptmann und von 1796 bis 1798 estländischer Landrat. Er war ebenfalls Kaiserlicher Wirklicher Staatsrat und Besitzer der estländischen Güter Jendel, Wieso, Koddasem und Essensberg sowie des livländischen Gutes Perst.